# Massimo Campigli

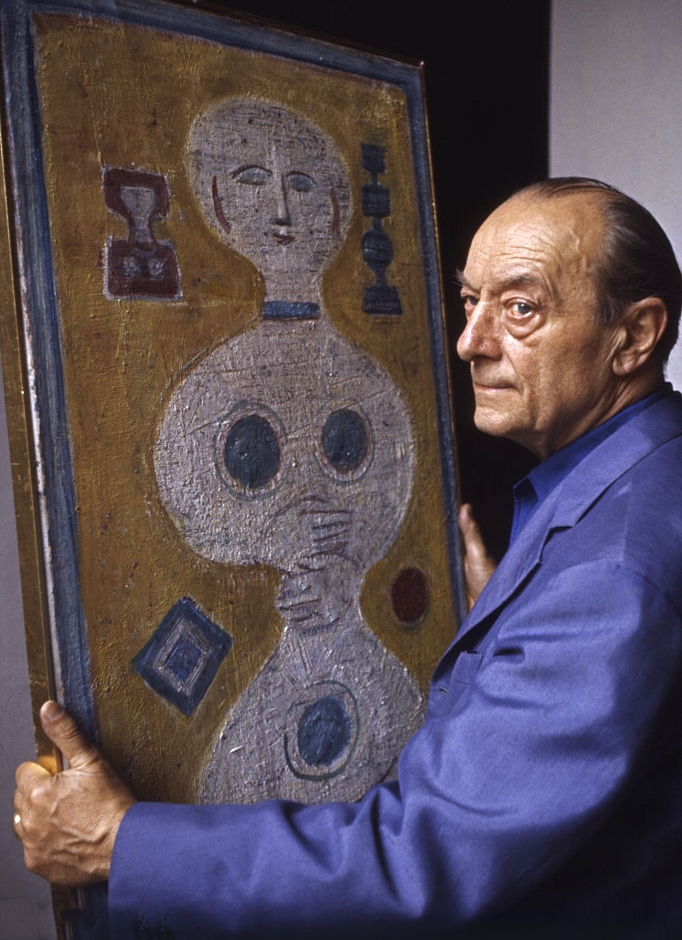
Massimo Campigli (1967)

 Massimo Campigli  (* 4. Juli 1895 als „Max Ihlenfeld“ in Berlin; † 31. Mai 1971 in Saint-Tropez, Frankreich) war ein deutsch-italienischer Journalist, Maler und Grafiker, der unter anderem dem Kubismus zuzuordnen ist.
Nachdem er den größten Teil seiner Kindheit und Jugend in Florenz zugebracht hatte, zog Massimo Campigli im Jahr 1909 nach Mailand und knüpfte dort erste Kontakte zur Künstlerszene, insbesondere zu den Künstlern des Futurismus.
Im Jahr 1919 ging er als Auslandskorrespondent des Corriere della Sera nach Paris, wo er im Café du Dôme am Montparnasse verkehrte, dem Treffpunkt zahlreicher Künstler, wie Giorgio Di Chirico, Alberto Savinio, Gino Severini und Filippo De Pisis. Die Bekanntschaft mit diesen Künstlern regte ihn zum Malen an.
Massimo Campiglis Malerei wurde stark von seinen Eindrücken von altägyptischer Kunst beeinflusst, die er in den Museen – vor allem im Louvre besichtigte. Die klassische Kunst des alten Ägyptens inspirierte seine Werke ein Leben lang.
Daneben beschäftigte er sich intensiv mit den kubistischen Werken von Fernand Léger und der Metaphysischen Kunst von Carlo Carrà. Auch die (so genannten „klassizistischen“) Werke von Pablo Picasso aus dieser Zeit sollen ihn nachhaltig beeinflusst haben.
Im Jahr 1927 gab Campigli seinen Beruf als Journalist auf und widmete sich fortan hauptberuflich der Malerei. Nach einem Besuch des „Museo Etrusco“ in der Villa Giulia in Rom 1928 malte er Bilder mit nostalgisch anmutenden, ätherischen Frauengestalten in einer archaischen Umgebung. Diese Bildmotive pflegte er bis ans Ende seines Lebens.
Von 1927 bis 1930 nahm Massimo Campigli an den Ausstellungen des Novecento in Zürich, Amsterdam, Berlin und Bern teil. 1933 unterzeichnete er das "Manifesto della Pittura Murale" zusammen mit Mario Sironi, Carlo Carrà und Achille Funi. 1937 wurde in der Nazi-Aktion „Entartete Kunst“ aus dem Hessischen Landesmuseum Darmstadt sein Tafelbild „Frau am Brunnen“ beschlagnahmt. Danach erwarb es der österreichische Sammler Emanuel Fohn.
Im Jahr 1939 zog der Künstler nach Venedig um. In dieser Zeit entstanden überwiegend Grafiken. Von 1945 bis 1951 lebte und arbeitete Campigli noch einmal in Paris. Im Jahr 1951 zog er nach Rom, wo er bis zum Jahr 1963 wohnte.
1955 und 1959 nahm Campigli an der documenta I und der documenta II in Kassel teil.
1963 zog Massimo Campigli nach Saint-Tropez in Frankreich, wo er bis zu seinem Tod am 31. Mai 1971 lebte und bis zuletzt arbeitete.

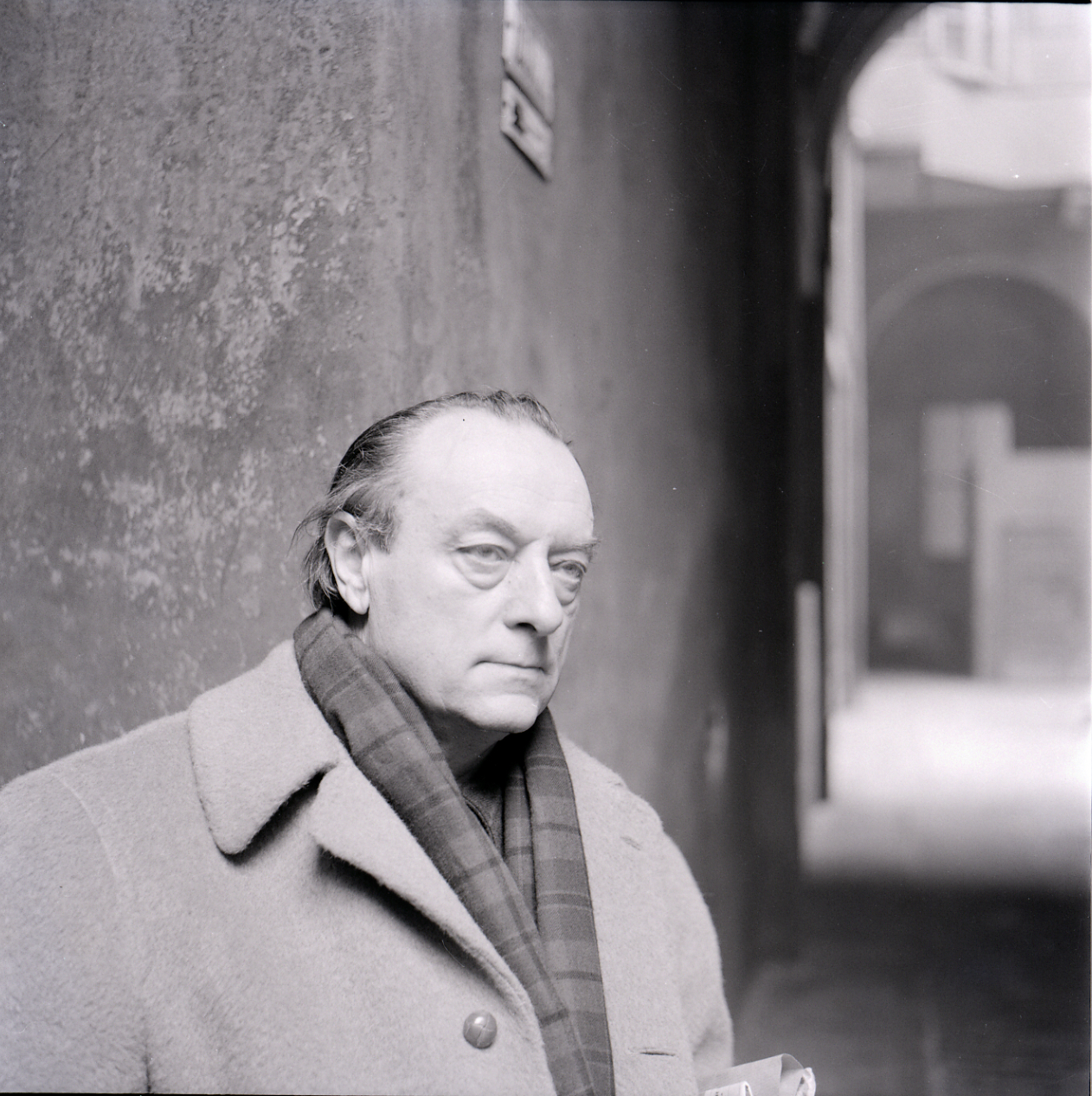
Massimo Campigli (Foto von Paolo Monti)